# Естремадура
Естремадура (порт. Estremadura) је историјска област у Португалији. Налази се дуж обале Атлантског океана у централном делу земље. Главни град државе Лисабон се налази у овој провинцији.
Естремадура не би требало да се меша са Екстремадуром, аутономном области у Шпанији.
Имена оба региона проистичу из чињенице да су то биле „екстремне“ границе хришћанства за време Реконкисте. Ове области су у ствари биле војне крајине (франачки марке).